# Teritih
Teritih is een bestuurslaag in het regentschap Serang van de provincie Banten, Indonesië. Teritih telt 7694 inwoners (volkstelling 2010).